# Hóa sinh học arsenic

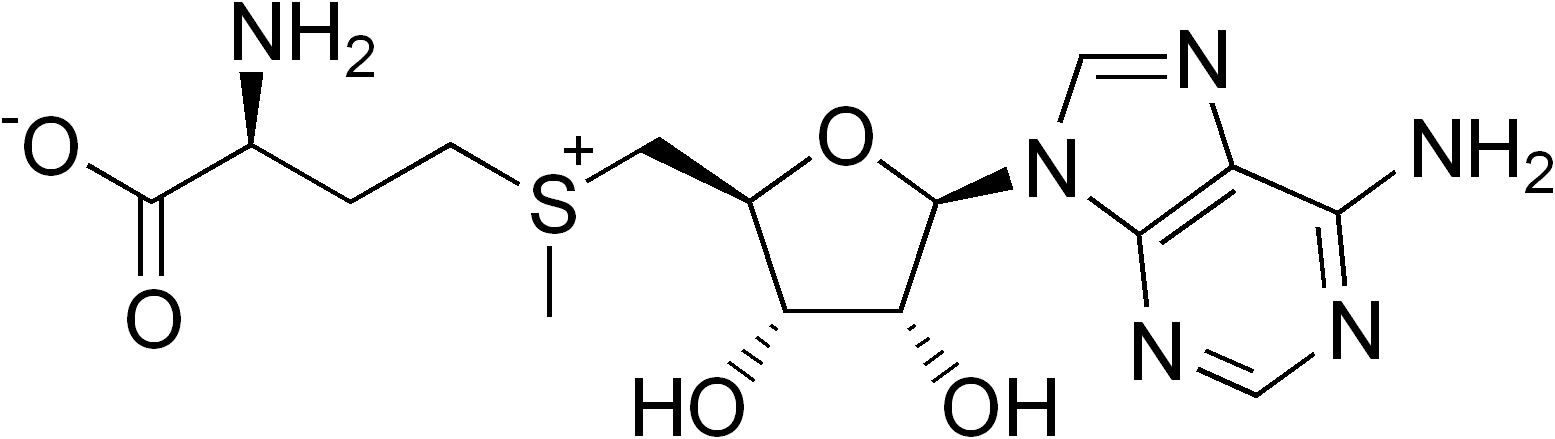
S-Adenosylmethionin, một nguồn cung cấp các nhóm methyl trong nhiều hợp chất arsenic nguồn gốc sinh vật.

Hóa sinh học arsenic là thuật ngữ để nói tới các quá trình hóa sinh học có sử dụng arsenic hoặc các hợp chất của nó, chẳng hạn các arsenat. Arsenic là nguyên tố hóa học khá phổ biến trong lớp vỏ Trái Đất (~ 1,8-2,1 ppm), và mặc dù nhiều hợp chất của arsenic thường được coi là có độc tính cao đối với phần lớn các dạng sự sống, nhưng một loạt các hợp chất arsenic hữu cơ được sản sinh theo con đường sinh học, với nhiều dạng sinh vật có hoạt động trao đổi chất một loạt các hợp chất hữu cơ và vô cơ của arsenic. Mô hình này là chung cho các nguyên tố có liên quan khác, chẳng hạn như selen, những nguyên tố có thể thể hiện cả các tác động có lợi lẫn có hại. Hóa sinh học arsenic đã trở thành vấn đề có tính thời sự do nhiều hợp chất arsenic độc hại được tìm thấy trong một số tầng ngậm nước, có tiềm năng ảnh hưởng tới nhiều triệu người thông qua các quá trình hóa sinh học.

### Các hợp chất arsenic hữu cơ trong tự nhiên

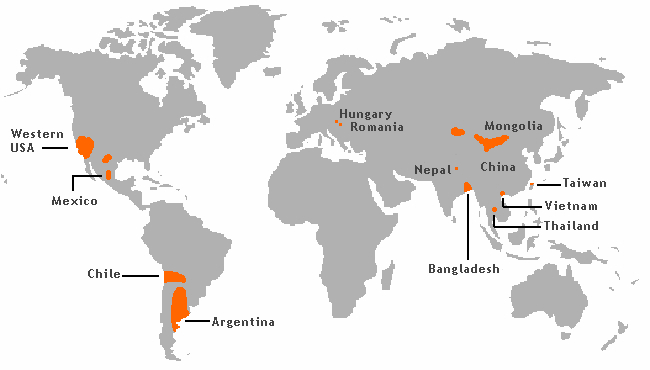
Ngộ độc arsenic là vấn đề toàn cầu phát sinh từ arsenic nguồn gốc tự nhiên trong nước ngầm.

Các hợp chất arsenic hữu cơ đại diện được tìm thấy trong tự nhiên.
Arsenobetain, một trong các hợp chất arsenic hữu cơ phổ biến nhất trong tự nhiên. Cũng phổ biến còn có arsenocholin, với nhóm CH_{2}OH thế chỗ cho nhóm CO_{2}H).
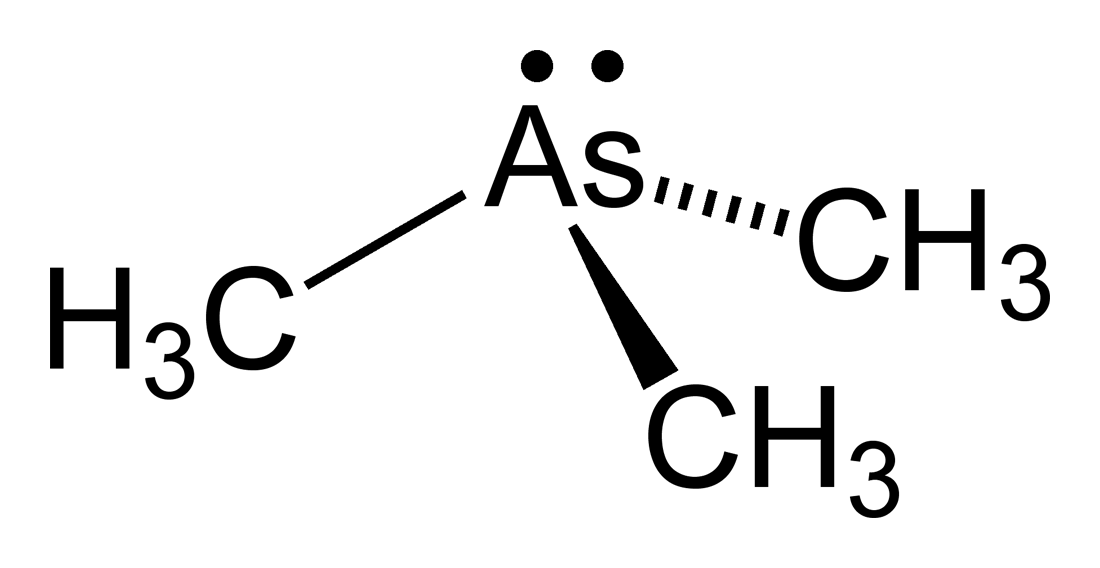
Trimethylasin, được sinh ra từ phản ứng vi sinh đối với các sắc tố chứa arsenat.
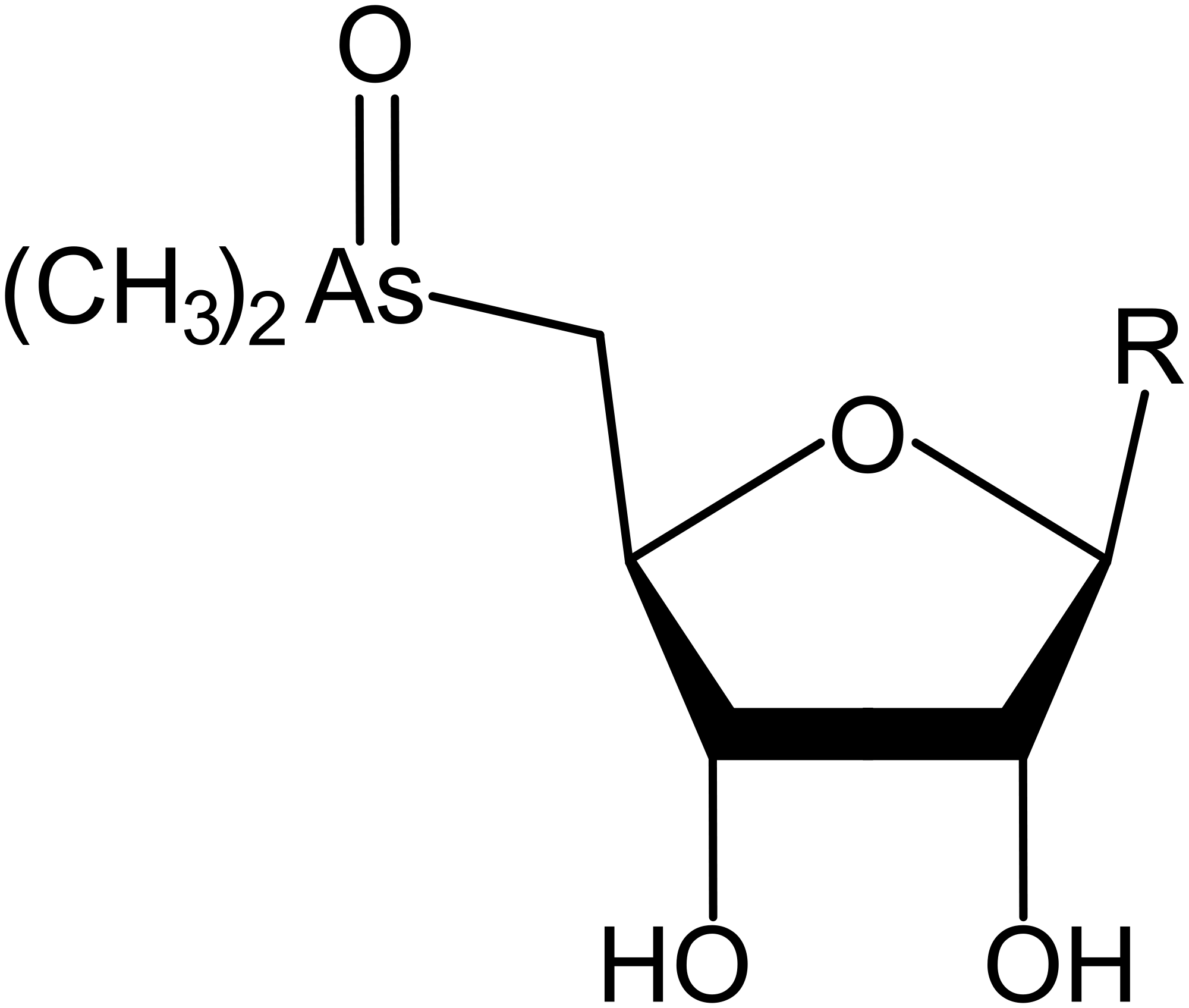
Dẫn xuất ribose chứa arsenic (R = một vài nhóm)

## Methyl hóa arsenic

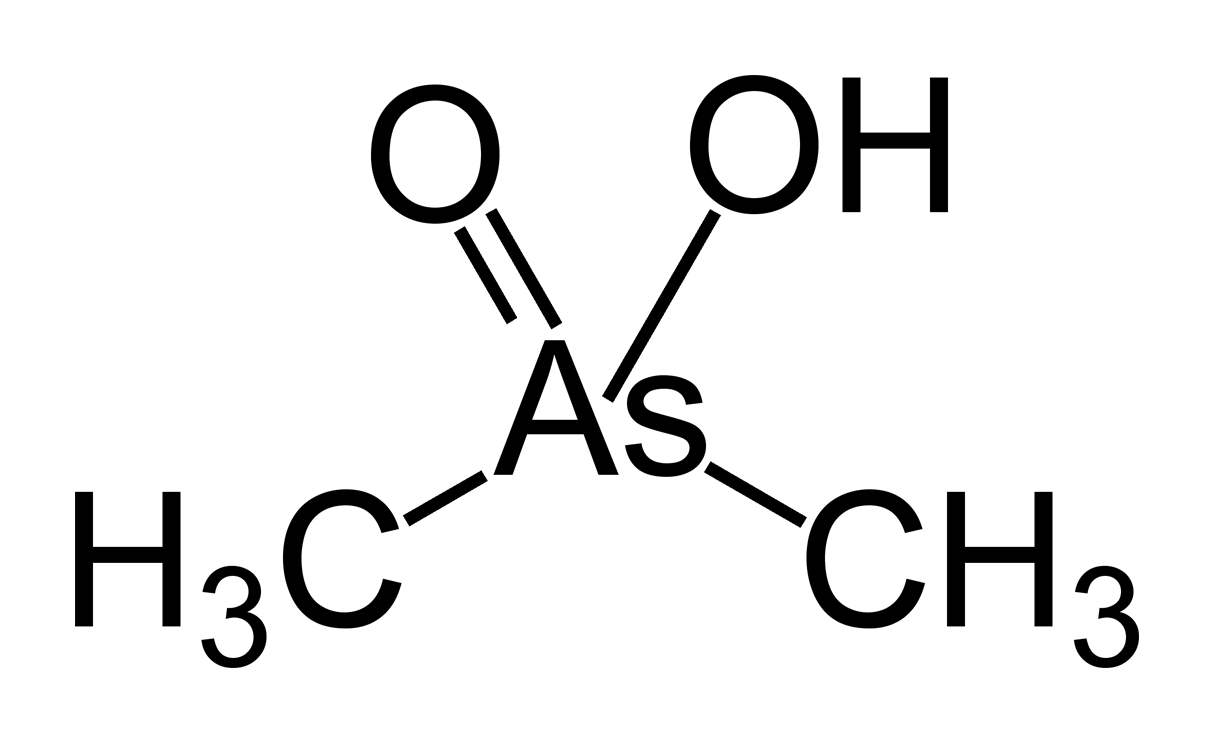
Acid cacodylic hình thành trong gan sau khi hấp thụ arsenic.